# Teuvo Tulio
Theodor Tugai, född 23 augusti 1912 i Sankt Petersburg, Ryssland, död 8 juni 2000 i Helsingfors, var en finsk skådespelare, regissör, klippare, manusförfattare, producent och fotograf. Han har varit verksam under namnet Teuvo Tulio.
Tulio är begravd på Sandudds begravningsplats i Helsingfors.

## Filmografi i urval

### Regi
- 1956 – Det gick mig i blodet
- 1953 – Kvinnorna på Forsgården
- 1949 – Forsfararnas kvinna
- 1947 – I lidelsens famn (Olof – forsfararen)
- 1946 – Oroligt blod
- 1940 – Hälsingar
- 1938 – Sången om den eldröda blomman (Laulu tulipunaisesta kukasta)

### Filmfoto
- 1960 – Taistelujen tie (Suomen sodat 1939-1945)

### Roller
- 1931 – Den breda vägen
- 1935 – Fredlös